# Łysiczka lancetowata

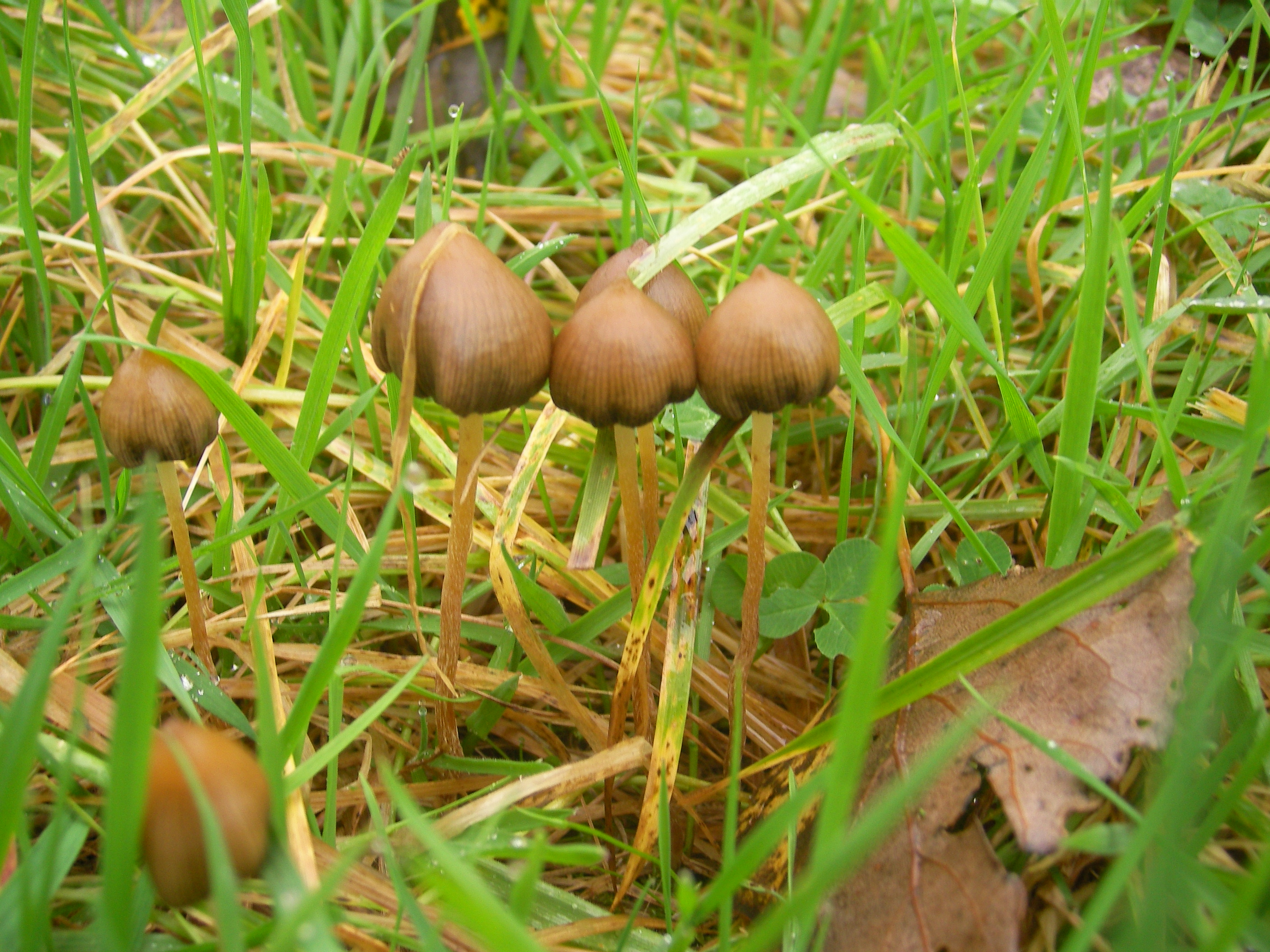

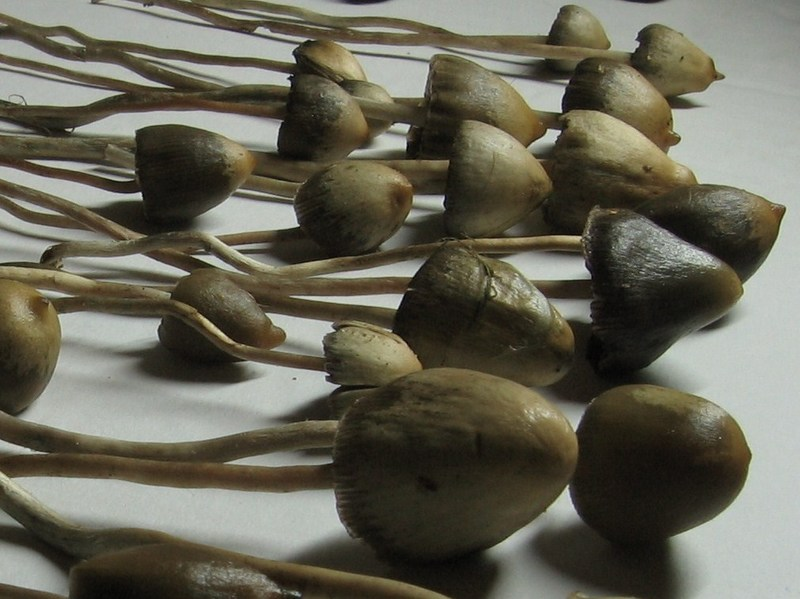

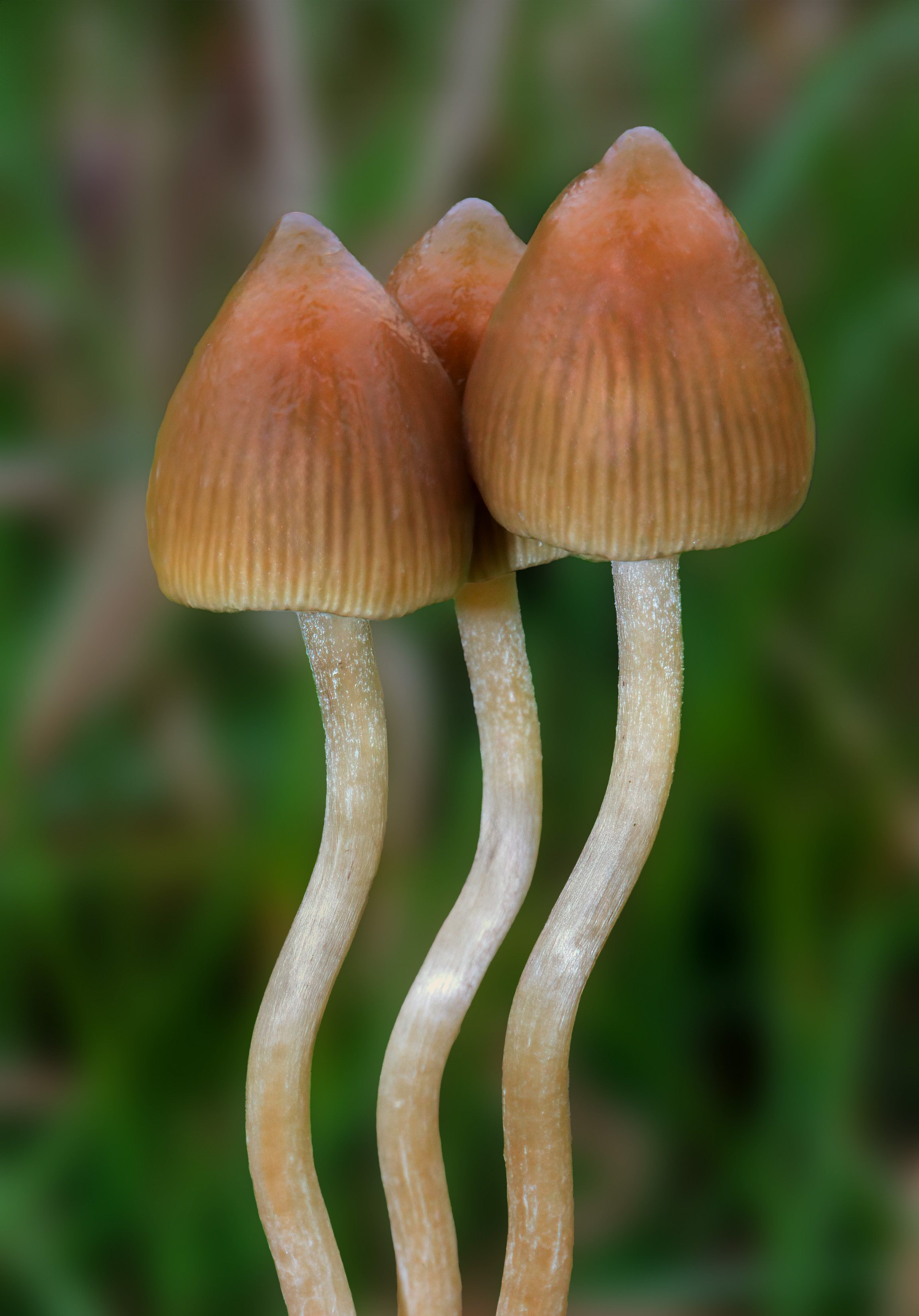

Łysiczka lancetowata (Psilocybe semilanceata (Fr.) P. Kumm.) – gatunek grzybów należący do rodziny podziemniczkowatych (Hymenogastraceae).

## Systematyka i nazewnictwo
Pozycja w klasyfikacji według Index Fungorum: Hymenogastraceae, Agaricales, Agaricomycetidae, Agaricomycetes, Agaricomycotina, Basidiomycota, Fungi.
Po raz pierwszy takson ten zdiagnozował w 1879 r. Elias Fries nadając mu nazwę Agaricus semilanceatus. Obecną, uznaną przez Index Fungorum nazwę nadał mu w 1871 r. Paul Kummer.
Niektóre synonimy naukowe:

- Agaricus semilanceatus Fr. 1818
- Geophila semilanceata (Fr.) Quél., 1886
- Panaeolus semilanceatus (Fr.) J.E. Lange 1939
- Panaeolus semilanceatus (Fr.) J.E. Lange 1936

Nazwę polską podał Władysław Wojewoda w 1987 r. W polskim piśmiennictwie mykologicznym gatunek ten opisywany był też jako kołpaczek lancetowaty, cierniówka (bedłka) lancetowata.

## Morfologia
Kapelusz
Średnica 1–2 cm, higrofaniczny, wilgotny, koloru od oliwkowego do jasnobrązowego, także z ciemnymi oliwkowymi lub sinozielonymi plamami (zwłaszcza na obwodzie), wysuszony przybiera kolor od jasnosłomkowego do ochrowego. Powierzchnia gładka, wilgotna, śliska, nieco lepka. Kształt początkowo tępo stożkowaty i zwykle z ostrą brodawką w centrum, z wiekiem stożkowaty do dzwonkowatego, jednak nigdy nie rozpostarty.
Blaszki
Szerokie, do trzonu wąsko przyrośnięte. U młodych owocników jasnobrązowe, u starszych ciemniejsze – tabaczkowobrązowe. Ostrza są jaśniejsze. Liczba blaszek wynosi 15-27.
Trzon
Cienki, o wysokości 3–15 cm wysokości i średnicy 1–3 mm. Jest elastyczny, walcowaty i pusty w środku, czasami tylko rozszerzony u podstawy, przeważnie powyginany. Powierzchnia jasnoochrowa, gładka lub wzdłużnie włókienkowata.
Miąższ
W stanie suchym beżowy, w stanie wilgotnym szarobrązowy, bez smaku i bez zapachu.
Cechy mikroskopowe;
Wysyp zarodników ciemnobrązowy. Zarodniki podłużne, owalne, o rozmiarach 10,5–15 × 6,5–8,5 μm. Podstawki 4-zarodnikowe o rozmiarze 20–31 × 5–9 μm, Posiadają sprzążki w podstawie. Na ostrzach blaszek występują cheilocystydy o rozmiarach 15–30 × 4–7 μm. Mają kształt kolby z cienką szyjką o średnicy 1–3,5 μm. Pleurocystyd brak. Skórka ma grubość do 90 μm, budują ją galaretowate i ułożone równolegle cylindryczne i hialinowe strzępki o grubości 1–3,5 μm. Na wszystkich strzępkach występują sprzążki. Bezpośrednio pod skórką znajduje się warstwa strzępek o grubości 4–12 μm o żółto-brązowo inkrustowanych ścianach.
Gatunki podobne
Jest wiele podobnych gatunków łysiczek, kołpaczków i innych grzybów. Charakterystyczne dla łysiczki lancetowatej są: ciemne blaszki, spiczasty garb na szczycie kapelusza oraz elastyczny, długi i mocny trzon.

## Występowanie i siedlisko
Opisano występowanie tego gatunku w Ameryce Północnej, Europie, Australii, Nowej Zelandii oraz w Chile w Ameryce Południowej. W Europie występuje w Austrii, Belgii, Bułgarii, na Wyspach Normandzkich, Czechach, Danii, Estonii, na Wyspach Owczych, Finlandii, Francji, Niemczech, na Węgrzech, Irlandii, Włoszech, Litwie, Holandii, Norwegii, Polsce, Rosji, Słowacji, Hiszpanii, Szwecji, Szwajcarii i Anglii. W Polsce jest niezbyt częsty – głównie na górskich halach oraz na pogórzu.
Siedlisko: tereny otwarte, pastwiska, łąki, pola, trawniki, pobocza dróg, sady, czasami na obrzeżach zarośli, łąk i lasów. Owocniki wyrastają od sierpnia do października, pojedynczo lub w grupach po kilka, w trawie i mchach, w miejscach podmokłych. Rosną szczególnie obficie w miejscach wypasu krów i owiec.

## Znaczenie
Gatunek należy do tzw. grzybów psylocybinowych. Zawiera psylocybinę wymienioną w akcie wykonawczym do polskiej Ustawy o przeciwdziałaniu narkomanii, jako substancja psychotropowa z grupy I-P, której posiadanie, wbrew przepisom ustawy, podlega karze. Po jego spożyciu występują zaburzenia postrzegania i percepcji, powoduje też spadek ciśnienia tętniczego. Ze względu na wygląd i właściwości psychoaktywne łysiczka lancetowata nazywana jest również „czapką wolności” albo „magicznym grzybem”.